# 4409 Kissling
4409 Kissling este un asteroid din centura principală, descoperit pe 30 iunie 1989, de Alan Gilmore și Pamela Kilmartin.